# Emily Holmes
Emily Holmes (* 1. März 1977 in Ottawa) ist eine kanadische Filmschauspielerin.

## Leben
Emily Holmes ist seit 2000 als Schauspielerin für Film und Fernsehen tätig. In zahlreichen Nebenrollen wirkte sie bereits bei über 70 Produktionen mit. 2011 spielte sie Diane Rowling in der Biografie Magic Beyond Words – Die zauberhafte Geschichte der J. K. Rowling.

## Filmografie (Auswahl)
- 2001–2002: Dark Angel (Fernsehserie, 3 Folgen)
- 2002: Taken (Miniserie, 3 Folgen)
- 2002: Dead Zone (Fernsehserie, 3 Folgen)
- 2003: Paycheck – Die Abrechnung (Paycheck)
- 2004: Stargate SG-1 (Fernsehserie, Kianna's Symbiont 7x14)
- 2005: Into the West – In den Westen (Into the West, Miniserie, eine Folge)
- 2006: Snakes on a Plane
- 2006: The Wicker Man
- 2007: Nightwatching – Das Rembrandt-Komplott (Nightwatching)
- 2011: Magic Beyond Words – Die zauberhafte Geschichte der J. K. Rowling (Magic Beyond Words)
- 2012: Big Time Movie
- 2013: Battleforce – Angriff der Alienkrieger (Independence Daysaster, Fernsehfilm)
- 2013: Prisoners of the Sun
- 2014: Zodiac – Die Zeichen der Apokalypse (Zodiac: Signs of the Apocalypse, Fernsehfilm)
- 2015: Cedar Cove – Das Gesetz des Herzens (Cedar Cove, Fernsehserie, 2 Folgen)
- 2016: Himmlische Weihnachten (A Heavenly Christmas)
- 2016–2018: The Man in the High Castle (Fernsehserie, 5 Folgen)
- 2017: Die Hütte – Ein Wochenende mit Gott (The Shack)
- 2017: Christmas in the Air (Fernsehfilm)
- 2017–2019: Hailey Dean Mystery (Fernsehserie, 7 Folgen)
- 2018: Violentia
- 2018: Love at the First Dance (Fernsehfilm)
- 2019: Valley of the Boom (Fernsehserie, eine Folge)
- 2019: Chronicle Mysteries (Fernsehserie, eine Folge)
- 2019: The Order (Fernsehserie, 2 Folgen)
- 2020: Chained